# Ian Edmunds
Ian Edmunds, född den 25 augusti 1961, är en australisk roddare.
Han tog OS-brons i åtta med styrman i samband med de olympiska roddtävlingarna 1984 i Los Angeles.